# 北德廣播公司

北德廣播公司（德語：Norddeutscher Rundfunk，縮寫為NDR）是位於德國漢堡的一個公共廣播電視公司，也是德國公共廣播聯盟的九個加盟公司之一。播出地區包括漢堡、下薩克森州、石勒苏益格-荷尔斯泰因州、梅克伦堡-前波美拉尼亚州。北德廣播公司設立於1954年，擁有北德廣播交響樂團。新聞節目今日新聞由北德廣播公司製作。北德廣播公司在德國以外亦設有據點。

## 外部連結
- 官方网站